# Willie Runs the Park
Pour plus de détails, voir Fiche technique et Distribution.
Willie Runs the Park est un film américain réalisé par Hal Roach, sorti en 1915.

## Fiche technique
- Titre : Willie Runs the Park
- Réalisation : Hal Roach
- Pays de production : États-Unis
- Format : Noir et blanc - 1,33:1 - Film muet
- Genre : comédie, court métrage
- Durée : 10 minutes
- Date de sortie : 1915

## Distribution
- Harold Lloyd : Willie Work
- Jane Novak : la jolie fille
- Roy Stewart : le rival de Willie